# Campeonato Mundial de Basquetebol Feminino de 1986
O Campeonato Mundial de Basquetebol Feminino de 1986 foi a 10ª edição do Campeonato Mundial de Basquetebol Feminino. Foi disputado em Moscou, União Soviética, organizado pela Federação Internacional de Basquetebol (FIBA) e pela Federação Soviética de Basquetebol.

## Locais de Competição
| Cidade  | Local | Capacidade |
| ------- | ----- | ---------- |
| Moscou  |       |            |
| Minsk   |       |            |
| Vilnius |       |            |

## Equipes Participantes
| América        | Europa          | Ásia          | Oceania   |
| -------------- | --------------- | ------------- | --------- |
| Estados Unidos | União Soviética | Coreia do Sul | Austrália |
| Brasil         | Bulgária        | Taipé Chinês  |           |
| Cuba           | Hungria         | China         |           |
| Canadá         | Tchecoslováquia |               |           |

## Fase Preliminar
| Grupo A (Minsk) |                 |     |   |   |    |    |    |
|                 | Equipe          | Pts | V | D | PP | PC | SP |
| 1               | União Soviética | 10  | 5 | 0 |    |    |    |
| 2               | Canadá          | 9   | 4 | 1 |    |    |    |
| 3               | Cuba            | 8   | 3 | 2 |    |    |    |
| 4               | Bulgária        | 7   | 2 | 3 |    |    |    |
| 5               | Coreia do Sul   | 6   | 1 | 4 |    |    |    |
| 6               | Brasil          | 5   | 0 | 5 |    |    |    |

|  | Canadá          | 67  | 63 | Bulgária      |
|  | União Soviética | 103 | 95 | Brasil        |
|  | Coreia do Sul   | 55  | 83 | Cuba          |
|  | Brasil          | 72  | 82 | Bulgária      |
|  | Coreia do Sul   | 49  | 55 | Canadá        |
|  | União Soviética | 86  | 82 | Cuba          |
|  | Brasil          | 69  | 71 | Coreia do Sul |
|  | Cuba            | 62  | 63 | Canadá        |
|  | União Soviética | 94  | 66 | Bulgária      |
|  | Cuba            | 93  | 78 | Brasil        |
|  | União Soviética | 77  | 76 | Canadá        |
|  | Bulgária        | 74  | 63 | Coreia do Sul |
|  | Canadá          | 82  | 75 | Brasil        |
|  | União Soviética | 90  | 41 | Coreia do Sul |
|  | Bulgária        | 76  | 77 | Cuba          |

| Grupo B (Moscou, Vilnius) |                 |     |   |   |    |    |    |
|                           | Equipe          | Pts | V | D | PP | PC | SP |
| 1                         | Estados Unidos  | 10  | 5 | 0 |    |    |    |
| 2                         | Tchecoslováquia | 9   | 4 | 1 |    |    |    |
| 3                         | China           | 8   | 3 | 2 |    |    |    |
| 4                         | Hungria         | 7   | 2 | 3 |    |    |    |
| 5                         | Austrália       | 6   | 1 | 4 |    |    |    |
| 6                         | Taipé Chinês    | 5   | 0 | 5 |    |    |    |

|  | Austrália       | 77(65) | 79(65) | Hungria         |
|  | Estados Unidos  | 105    | 52     | Taipé Chinês    |
|  | China           | 74     | 80     | Tchecoslováquia |
|  | Taipé Chinês    | 57     | 77     | Hungria         |
|  | China           | 77     | 57     | Austrália       |
|  | Estados Unidos  | 89     | 61     | Tchecoslováquia |
|  | China           | 77     | 57     | Austrália       |
|  | Estados Unidos  | 89     | 61     | Tchecoslováquia |
|  | Taipé Chinês    | 45     | 93     | China           |
|  | Tchecoslováquia | 55     | 50     | Austrália       |
|  | Estados Unidos  | 78     | 63     | Hungria         |
|  | Tchecoslováquia | 84     | 60     | Taipé Chinês    |
|  | Estados Unidos  | 76     | 50     | Austrália       |
|  | Hungria         | 63     | 90     | China           |
|  | Austrália       | 63     | 55     | Taipé Chinês    |
|  | Hungria         | 61     | 78     | Tchecoslováquia |
|  | Estados Unidos  | 99     | 74     | China           |

Legenda : Pts : número de pontos (a vitória vale 2 pontos, a derrota 1), V : número de vitórias, D : número de derrotas, PP : número de pontos pró, PC : número de pontos contra, SP : saldo de pontos.

### Classificação 9º ao 12º lugar
|  | Disputa do 9º ao 12º lugares | Disputa do 9º ao 12º lugares |    |        | Disputa do 9º lugar  | Disputa do 9º lugar |  |
|  |                              |                              |    |        |                      |                     |  |
|  |                              |                              |    |        |                      |                     |  |
|  | Brasil                       | 57                           |    |        |                      |                     |  |
|  | Austrália                    | 72                           |    |        |                      |                     |  |
|  |                              |                              |    |        |                      |                     |  |
|  |                              |                              |    |        |                      |                     |  |
|  |                              |                              |    |        | Austrália            | 60                  |  |
|  |                              | Coreia do Sul                | 50 |        |                      |                     |  |
|  |                              |                              |    |        |                      |                     |  |
|  |                              |                              |    |        |                      |                     |  |
|  |                              |                              |    |        | Disputa do 11º lugar |                     |  |
|  |                              |                              |    |        |                      |                     |  |
|  | Coreia do Sul                | 85                           |    | Brasil | 92                   |                     |  |
|  | Taipé Chinês                 | 54                           |    |        | Taipé Chinês         | 57                  |  |

### Classificação 5º ao 8º lugar
|  | Disputa do 5º ao 8º lugares | Disputa do 5º ao 8º lugares |    |          | Disputa do 5º lugar | Disputa do 5º lugar |  |
|  |                             |                             |    |          |                     |                     |  |
|  |                             |                             |    |          |                     |                     |  |
|  | Bulgária                    | 73                          |    |          |                     |                     |  |
|  | China                       | 88                          |    |          |                     |                     |  |
|  |                             |                             |    |          |                     |                     |  |
|  |                             |                             |    |          |                     |                     |  |
|  |                             |                             |    |          | China               | 102                 |  |
|  |                             | Cuba                        | 86 |          |                     |                     |  |
|  |                             |                             |    |          |                     |                     |  |
|  |                             |                             |    |          |                     |                     |  |
|  |                             |                             |    |          | Disputa do 7º lugar |                     |  |
|  |                             |                             |    |          |                     |                     |  |
|  | Cuba                        | 74                          |    | Bulgária | 79                  |                     |  |
|  | Hungria                     | 72                          |    |          | Hungria             | 75                  |  |

### Classificação 1º ao 4° lugar
|  | Disputa do 1º ao 4º lugares | Disputa do 1º ao 4º lugares |    |        | Disputa do 1º lugar | Disputa do 1º lugar |  |
|  |                             |                             |    |        |                     |                     |  |
|  |                             |                             |    |        |                     |                     |  |
|  | Canadá                      | 59                          |    |        |                     |                     |  |
|  | Estados Unidos              | 88                          |    |        |                     |                     |  |
|  |                             |                             |    |        |                     |                     |  |
|  |                             |                             |    |        |                     |                     |  |
|  |                             |                             |    |        | Estados Unidos      | 108                 |  |
|  |                             | União Soviética             | 88 |        |                     |                     |  |
|  |                             |                             |    |        |                     |                     |  |
|  |                             |                             |    |        |                     |                     |  |
|  |                             |                             |    |        | Disputa do 3º lugar |                     |  |
|  |                             |                             |    |        |                     |                     |  |
|  | União Soviética             | 78                          |    | Canadá | 64                  |                     |  |
|  | Tchecoslováquia             | 67                          |    |        | Tchecoslováquia     | 59                  |  |

## Classificação Final
| Posição | Equipe          |
| ------- | --------------- |
| 1       | Estados Unidos  |
| 2       | União Soviética |
| 3       | Canadá          |
| 4       | Tchecoslováquia |
| 5       | China           |
| 6       | Cuba            |
| 7       | Bulgária        |
| 8       | Hungria         |
| 9       | Austrália       |
| 10      | Coreia do Sul   |
| 11      | Brasil          |
| 12      | Taipé Chinês    |